# Bataille d'Auray (1364)
 (août 2009).
Pour les articles homonymes, voir Bataille d'Auray.
Guerre de Succession de Bretagne
Batailles
La bataille d'Auray se déroula le 29 septembre 1364. Il s'agit de la dernière bataille de la guerre de Succession de Bretagne, guerre régionale qui s'inscrit dans la rivalité franco-anglaise de la guerre de Cent Ans. Elle oppose une armée anglo-bretonne aux ordres de Jean III de Montfort à une force franco-bretonne soutenant le parti de Charles de Blois. La bataille se déroula en fait sur le plateau de Rostevel, près du marais de Kerzo sur le territoire de la paroisse de Brech, mais tout près de la ville d'Auray.

## Prélude
Au début de 1364, après l'échec des négociations d'Évran, le jeune Jean IV de Bretagne, fils de Jean de Montfort, vient attaquer Auray avec l'aide de l'Anglais John Chandos, aux mains des Franco-Bretons depuis 1342 car cette ville littorale est un enjeu stratégique (château fort construit sur un escarpement, dominant un port abrité et qui dispose d'un pont sur la route de Vannes). Il entre dans Auray et assiège le château que bloquent par mer les navires de Nicolas Bouchart en provenance du Croisic.
Les vivres venant à manquer, les assiégés acceptent de rendre la place, si les secours n'arrivent pas avant la Saint-Michel.
Le 27 septembre, tandis que Charles de Blois est à l'abbaye Notre-Dame de Lanvaux, Du Guesclin, qui commande l'avant-garde, se trouve à Brandivy. Le 28, du Guesclin vient s'installer sur la rive gauche du Loc'h, en vue du château. Pour éviter de se trouver entre le château et l'armée française, Jean IV évacue Auray et se place face à l'ennemi, sur le coteau de la rive droite.
Le 29, des tentatives d'accord ont lieu, sans succès et Charles de Blois ordonne l'attaque. Son armée passe la rivière et se range face au sud. Jean IV suit le mouvement et se range face au nord.

## Forces en présence

### Armée franco-bretonne de Charles de Blois
À gauche le comte d'Auxerre, à droite du Guesclin, au centre Charles de Blois. Une faible réserve qui ne sera pas utilisée.

### Armée anglo-bretonne de Jean IV de Bretagne
À droite Clisson, à gauche l'Anglais Robert Knolles, au centre Jean IV et l'Anglais Chandos. Une réserve importante prête à intervenir.

## Bataille

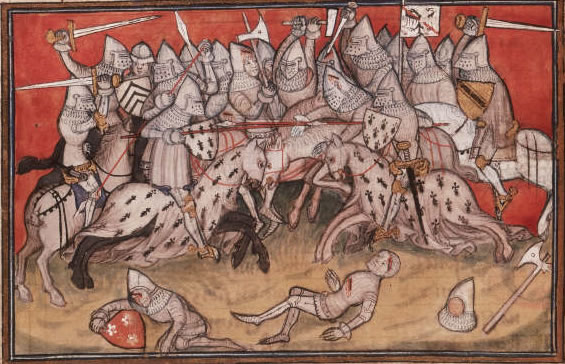
La bataille d'Auray, d'après la Chronique de Bertrand du Guesclin par Cuvelier.

Une première courte escarmouche oppose les arbalétriers français et les archers anglais. Puis les hommes d'armes se précipitent sans chercher à manœuvrer.[réf. nécessaire]
Le combat est acharné, car tous veulent que cette bataille soit décisive et mette fin à cette guerre longue et cruelle. De plus la consigne a été donnée de part et d'autre de ne pas faire de quartier à celui des deux prétendants qui viendrait à tomber aux mains de ses ennemis.[réf. nécessaire]
Chaque corps anglo-breton est enfoncé, l'un après l'autre, mais les réserves rétablissent la situation. Par contre l'aile droite franco-bretonne plie et, n'étant pas soutenue par les réserves, se replie vers le centre. L'aile gauche plie à son tour et les troupes de Charles de Blois lâchent pied. Pierre de Boisboissel, chevalier banneret sous les ordres de son ami Du Guesclin, et membre du conseil de Charles de Blois, tombe à ses pieds et expire. Charles, renversé d'un coup de lance, est achevé par un soldat anglais obéissant à la consigne donnée. Du Guesclin, ayant brisé toutes ses armes, est obligé de se rendre à John Chandos,.

## Conséquences
Cette victoire met fin à la guerre de Succession de Bretagne et par le traité de Guérande, en 1365, le roi de France reconnaît Jean IV de Bretagne comme duc de Bretagne.
La tradition rapporte que le duc de Bretagne Jean IV attribua la victoire du parti des Montfort sur les Blois, lors de la guerre de succession du duché, au cours de la bataille d'Auray, à l'intercession de la Vierge Marie. Il fonda en 1368 le couvent dominicain de Rennes qui prit rapidement le nom de couvent de Bonne-Nouvelle, un tableau peint sur bois de la Vierge à l'Enfant devenant au cours du XVe siècle l'objet de la vénération des fidèles rennais.

## Légende

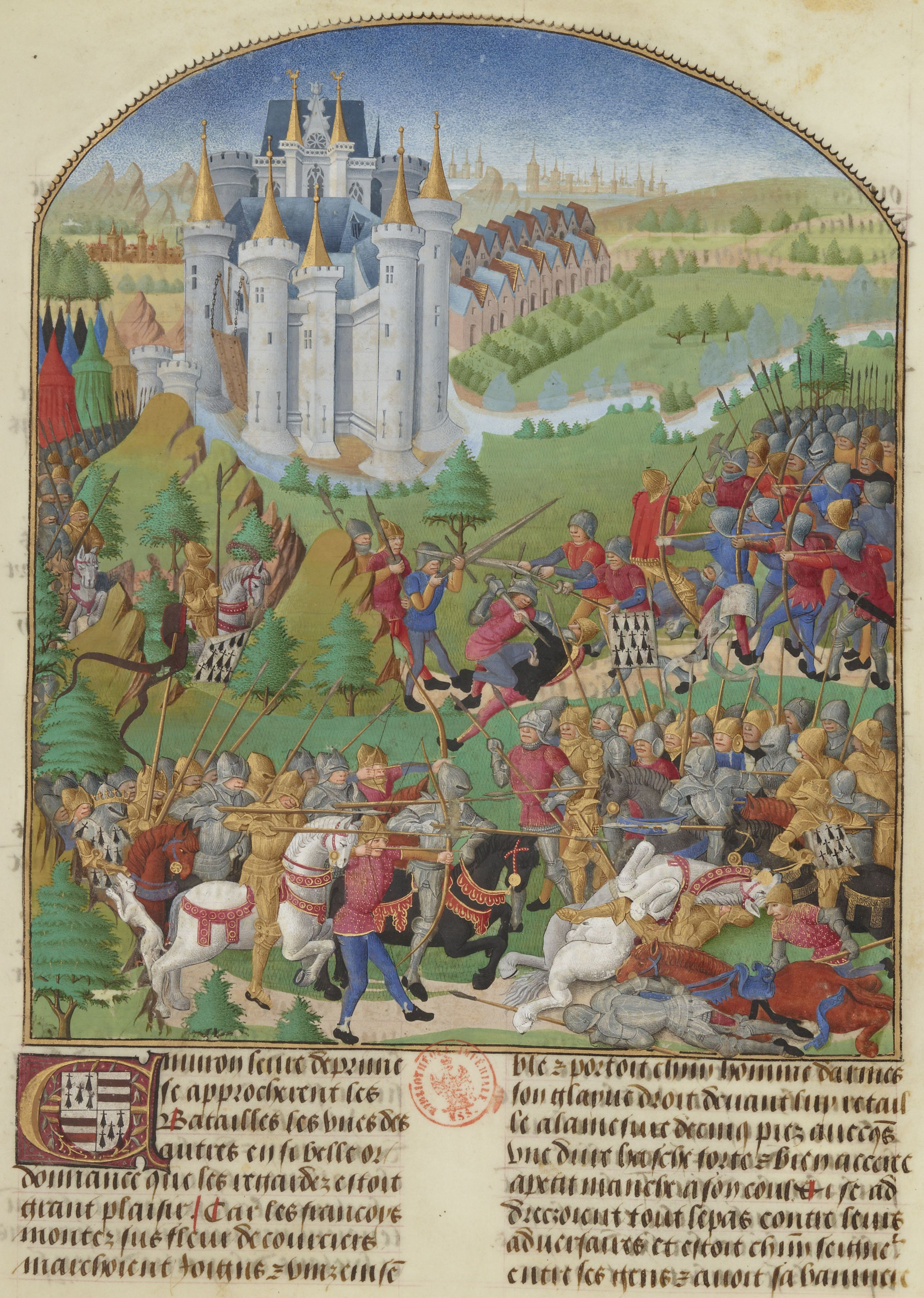
Pierre Le Baud, Compillation des cronicques et ystoires des Bretons, XVe siècle, Bibliothèque nationale de France)

Selon la légende, une sorcière sauvée du lynchage par Jean III le Bon offrit à ce dernier un jeune lévrier nommé Yoland dont elle déclara qu'il ne serait jamais fidèle qu'au duc de Bretagne. D'abord fidèle à Charles de Blois, duc de Bretagne de jure uxoris (par le droit de l'épouse), pendant la guerre de Succession de Bretagne, il fait allégeance à Jean III de Montfort, futur duc de Bretagne, lors de la bataille d'Auray. Après avoir rempli sa mission, Yoland est retrouvé mort sur le champ de bataille après la victoire décisive du clan monfortiste.